# FKA twigs
Tahliah Debrett Barnett (* 17. ledna 1988 Cheltenham), známá jako FKA twigs, je britská zpěvačka, skladatelka, producentka a tanečnice.
Narodila se a mládí prožila v Gloucestershiru, její matka byla Angličanka, otec původem Jamajčan. V sedmnácti letech se přestěhovala do Londýna. Jako tanečnice vystupovala v několika videoklipech Kylie Minogue, Eda Sheerana, Jessie J a dalších. Do hudebního průmyslu vstoupila nahrávkami EP1 (2012) a EP2 (2013), první z nich vydala vlastním nákladem, druhou prostřednictvím vydavatelství Young Turks. Její debutové studiové album LP1 vyšlo roku 2014. V následujícím roce na trh přišlo další EP, nazvané M3LL155X, a v roce 2019 její druhá LP deska Magdalene. Roku 2022 vydala mixtape Caprisongs, na němž hostovali mimo jiné Daniel Caesar, Jorja Smithová a The Weeknd.
Také hrála v několika filmech, včetně Honey Boy (2019) a The Crow (2024). Dříve chodila se zpěvákem Mattym Healym z kapely The 1975. Zpívala doprovodné vokály v písni „If You're Too Shy (Let Me Know)“ od The 1975 a píseň „I'm in Love with You“ byla inspirována jejich vztahem. Počínaje rokem 2023 chodila s režisérem a fotografem Jordanem Hemingwayem. Dříve chodila s herci Robertem Pattinsonem a Shiou LaBeoufem.
Jméno twigs (v překladu „větvičky“) si vysloužila tím, jak praskala klouby. Před jméno si přidala FKA v návaznosti na stížnost jiných umělkyň užívající téhož jména již od roku 1994. „FKA“ zastupuje „Formerly Known As“ (v překladu „dříve známá jako“).

## Diskografie

### Studiová alba
- LP1 (2014)
- Magdalene (2019)
- Eusexua (2025)

### EP
- EP1 (2012)
- EP2 (2013)
- M3LL155X (2015)

### Mixtape
- Caprisongs (2022)